# Muncaster
Muncaster – wieś i civil parish w Anglii, w Kumbrii, w dystrykcie (unitary authority) Cumberland. W 2011 civil parish liczyła 328 mieszkańców.